# Gasabagi (periodiskt vattendrag)
Gasabagi är ett periodiskt vattendrag i Burundi.   Det ligger i provinsen Kayanza, i den centrala delen av landet, 50 kilometer nordost om huvudstaden Bujumbura.
Omgivningarna runt Gasabagi är en mosaik av jordbruksmark och naturlig växtlighet. Runt Gasabagi är det tätbefolkat, med 297 invånare per kvadratkilometer.